# Iván Béla
Iván Béla (Nagyatád, 1952. március 5. –) magyar kémikus, kutatóprofesszor, a Magyar Tudományos Akadémia rendes tagja.

## Élete
Iván Béla 1952-ben született Nagyatádon. Általános iskolai tanulmányait Somogyjádon végezte, majd 1970-ben a kaposvári Táncsics Mihály Gimnázium kémia-biológia tagozatán érettségizett. 1975-ben szerzett diplomát az Eötvös Loránd Tudományegyetem Természettudományi Karán, kémia-fizika szakon, és a Magyar Tudományos Akadémia tudományos ösztöndíjasa lett. 1978 és 1981 között a Magyar Tudományos Akadémia Központi Kémiai Kutató Intézetének (MTA KKKI) tudományos segédmunkatársa volt, emellett 1978-tól 1980-ig az amerikai Akroni Egyetem vendégkutatója volt.
1981-ben az MTA KKKI tudományos munkatársa, 1985-ben tudományos főmunkatársa lett. 1983-ban egyetemi doktorátust szerzett, és a kémiai tudomány kandidátusa lett. 1986 és 1990 között ismét az Akroni Egyetemen dolgozott, 1993 és 1996 között pedig Humboldt-ösztöndíjasként és vendégprofesszorként a Mainzi Egyetemen kutatott, emellett többízben dolgozott Dániában is. 1992-ben a kémiai tudomány doktora lett, 1995-ben habilitált. 1996-től az MTA Kémiai Kutatóközpont tudományos tanácsadója, illetve osztályvezetője, valamint a Polimer Kémiai Kutatócsoport vezetője. 1996-tól oktat az ELTE Természettudományi Karán, 1999 óta a Szerves Kémiai Tanszék egyetemi magántanára. 2013-ban a Magyar Tudományos Akadémia levelező, 2019-ben rendes tagjává választották.
Szakterülete a polimer kémia és anyagtudomány, valamint a nanoszerkezetű polimer rendszerek. A műanyagok lebomlása és stabilizálása, újfajta előállítási módszereinek, valamint új típusú szerkezettel rendelkező polimerekkel foglalkozó kutatásai miatt nemzetközileg is elismert kutató. Számos nemzetközi szakmai folyóirat szerkesztő bizottságának, szakmai testületnek, bizottságnak és egyesületnek tagja. Angolul, németül és oroszul beszél.

## Díjai, elismerései
- Akadémiai Ifjúsági Díj (1981)
- MTA KKKI Intézeti Kutatási Díj (1983)
- Mestertanár Aranyérem (2007)